# 滝沢ひろゆき
滝沢 ひろゆき（たきざわ ひろゆき）は、日本の漫画家。成年向け作品にはちば・ぢろう（千葉治郎）のペンネームも使用。

## 主な作品

### 一般向け
- 問題ないね!?ヒデユキくん（1992年 ライダーコミック増刊コミックジャスティス 富士美出版）
- なちゅらるアニマ（1994年 コミックゲーメスト）

### 作画
- ドラゴンクエストへの道（1990年 月刊少年ガンガン 監修：石ノ森章太郎）

### コミカライズ等
- うたう!大龍宮城（1992年 テレビランド 原作：石ノ森章太郎）
- 有言実行三姉妹シュシュトリアン（1993年 テレビランド 原作：石ノ森章太郎））
- 学園戦記ムリョウ（2001年 NHK出版）

### 成年向け等
- お姉さん、ごめんなさい!（1999年 フランス書院コミック文庫）
- 抱きしめたい![1]
- おねえさん祭り（ワールドコミックススペシャル）

## 関連人物
- 島本和彦 - 島本のアシスタントを務めた。
- 矢吹二朗 - 旧芸名が千葉治郎（ちばじろう）。1970年代に石ノ森章太郎原作の特撮作品に出演していた。